# Michail Moissejewitsch Bongard
Michail Moissejewitsch Bongard (russisch Михаил Моисеевич Бонгард; * 26. November 1924 in Moskau; † 20. Oktober 1971 im Alaigebirge) war ein sowjetischer Biophysiker und Kybernetiker.

## Leben
Bongard, Sohn Moissei Iljitsch Polonskis und Dora Israilewna Bongards (1900–1972), besuchte die 182. Moskauer Mittelschule (Abschluss 1941) und begann dann das Studium an der Lomonossow-Universität Moskau (MGU) in der Physikalischen Fakultät. Nach Beginn des Deutsch-Sowjetischen Kriegs und des Angriffs auf Moskau studierte er noch einige Zeit bis zur Einberufung zur Roten Armee an der Universität des Uralgebiets in Swerdlowsk. Nach seinem 18. Geburtstag kam er an die Front und wurde Maschinengewehrschütze auf einem Panzer. Nach der Verwundung bei Newel setzte er das Studium an der MGU fort.
Das Studium schloss Bongard 1949 mit seiner Diplomarbeit zur Signal-Spektralanalyse am Lehrstuhl für Theorie der Schwingungen ab. Er wurde nun der Balalaika-Fabrik Schichowo zugeteilt, die aber keine Verwendung für ihn hatte. Darauf wurde er Lektor am Moskauer Planetarium.
Bongard wurde 1952 Mitarbeiter des von früheren Mitarbeitern Sergei Krawkows gegründeten Laboratoriums für Biophysik des Sehens des Instituts für Biophysik der Akademie der Wissenschaften der UdSSR (AN-SSSR) in Moskau. Er führte 1953 Messungen am Frosch-Sehnerv zur Untersuchung der Reaktionen durch und entwickelte dafür eine Methode der objektiven Kolorimetrie. Mit M. S. Smirnow zeigte er erstmals, dass eine multivariable Information über eine einzige Nervenfaser übertragen werden kann. 1957 verteidigte er am Leningrader Wawilow-Institut für Optik seine Dissertation über Farbenunterscheidungsfunktionen der Netzhaut mit Erfolg für die Promotion zum Kandidaten der physikalisch-mathematischen Wissenschaften.
Ab 1958 modellierte Bongard als Erster in der UdSSR physiologische Prozesse durch Computersimulationen. Dafür schrieb er Programme für den von Isaak Bruk und Michail Karzew entwickelten Rechner M-2. Unter Bongards Leitung wurde 1961 als Teil des Programms Geometrie das Programm Kora entwickelt, das insbesondere für das Erkennen von Erdöl-Lagerstätten eingesetzt wurde. Der Kora-Algorithmus wurde in alle entsprechende russischsprachige Vorlesungen und Lehrbücher aufgenommen. 1961 und 1962 organisierte er mit Michail Zetlin und Wiktor Warschawski in Komarowo die erste Sommerschule für Automatentheorie und Mustererkennung in der UdSSR. Diese 10- bis 14-tägige Komarowo-Sommerschule fand dann jährlich 10 Jahre lang statt.
Bongard war 1960 UdSSR-Bergsport-Sportmeister der Sowjetunion geworden. 1961 bestieg er mit der von Jewgeni Tamm geleiteten Gruppe den Pik Kommunismus, wofür er eine Goldmedaille erhielt.
Als 1963 im Zusammenhang mit dem Umzug des Instituts für Biophysik von Moskau nach Puschtschino in dem von Alexander Charkewitsch 1961 gegründeten und dann geleiteten Moskauer Institut für Probleme der Datenübertragung (IPPI) der AN-SSSR auf Initiative Nikolai Nybergs das Laboratorium für Datenverarbeitung in Sinnesorganen organisiert wurde, wechselte Bongard mit der gesamten Belegschaft des Laboratoriums für Biophysik des Sehens des Instituts für Biophysik dorthin. Als Ergebnis seiner Arbeitsgruppe veröffentlichte Bongard 1967 sein Hauptwerk über das Problem der Erkennung. 1970 erschien die englische Übersetzung mit dem Titel Pattern Recognition. Ein wesentlicher Teil dieses Buches zur Theorie der Mustererkennung ist den Verfahren zur Identifizierung informativer Merkmale durch induktives Lernen gewidmet. Das Buch wurde ein Handbuch für viele in- und ausländische Wissenschaftler auf dem Gebiet der Künstlichen Intelligenz. Seine Doktor-Dissertation über Erkennungssysteme mit variabler Transformation des Rezeptorenraums verteidigte Bongard 1970 mit Erfolg für die Promotion zum Doktor der technischen Wissenschaften.
Anfang August 1971 war Bongard mit dem Bergsteiger Oleg Kulikow im Alaigebirge unterwegs und verunglückte auf einem vereisten Bergabhang. Das Geschehen beschrieb Jewgeni Tamm in seinen Aufzeichnungen eines Bergsteigers.